# 長窪古町
長窪古町（ながくぼふるまち）は、長野県小県郡にあった町。現在の長和町古町にあたる。

## 地理
- 山：弁天山
- 河川：依田川

## 歴史
- 1600年（慶長5年） - この頃、信濃国小県郡依田庄から長窪村・大門村が別れ出たという記録が残っている。
- 1700年代初頭（寛永年間） - この頃、長窪村が依田川洪水により流失。その後の検地により長窪古町・長久保新町に分立。
- 1889年（明治22年）4月1日 - 町村制の施行により、近世以来の長窪古町が単独で自治体を形成。
- 1956年（昭和31年）9月30日 - 長久保新町・大門村と合併して長門町が発足。同日長窪古町廃止。

## 交通

### 道路
- 国道152号（当時は主要地方道上田長久保新町ちの線。1993年（平成5年）に国道昇格）